# Асен Попов (сценограф)
Вижте пояснителната страница за други личности с името Асен Попов.
Асен Русев Попов е български художник – сценограф, график и живописец.
Запомнен е с новаторството му в българския театрален декор, след като прави някои от първите триизмерни произведения за българската сцена с обемен, а не само с рисуван декор.

## Биография
Асен Попов е роден в Пордим, Плевенски окръг на 24 януари 1895 г.

### Образование
През 1914 г. започва да учи живопис в Художественото индустриално училище при проф. Петко Клисуров, като след края на Първата световна война през 1920 г. продължава обучението си в Ленинград под ръководството на проф. Осип Браз. През 1922 г. се завръща в София и завършва Художествената академия при проф. Никола Ганушев.

### В сценичното изкуство
През 1925 г. Попов започва работа като сценограф в театрите извън столицата, включително в родния Пордим. Това допринася за развитито на концепцията му за единството на триизмерната актьорска фигура и заобикалящата я сценична среда. Той експериментира с декорите най-вече на любителските неакадемични сцени. Едновременно с това работи във Варненския общински театър, където оформя постановките на „Багдадския хамалин“ от Ж. Льометр, „Чародейка“ от Спажински, „Терез Ракен“ по Емил Зола. През 1936 г. сценографира Шекспир, разбивайки театралната площадка. Повтаря това и през 1939 г. в „Народен театър“, София с „Ученикът на дявола“ по Фр. Молнар. Поставяйки като режисьор „Иванко“ на Васил Друмев, Попов дори премахва театралната завеса.
Между 1934 и 1942 г. в Народния театър Попов постига най-интересните сценографски решения на класическите сцени от „Еленово царство“ (по Г. Райчев), „Света Йоана“ (по Б. Шоу), „Хамлет“ (по Шекспир), „Най-важното“ (по Н. И. Евреинов), „Пред изгрев“ (по Ст. Савов), „Златният кинжал“ (по П. Апел), „Орлеанската дева“ (по Фр. Шилер, 1943).
Попов е сценограф и на Народната опера за „Момичето от златния Запад“ (по Пучини), „Фиделио“ (по Бетовен), „Орфей“ (по Глук), „Отвличане от сарая“ (по Моцарт), „Цигански барон“ (по Калман), а също така и множество сценографски оформления за оперетни постановки, като например „Лизистрата“ в театър „Одеон“.
Асен Попов прави постановки и след 9 септември 1944 г., възприемайки с лекота изискванията за социалистически реализъм.

Най-новаторски е декорът на „Млада гвардия“ (по А. А. Фадеев, 1947), където според Вера Динова-Русева: 
| „ | ...създава експресия, условен декор с романтично извисено пластично пресъздаване на идейното съдържание. | “ |

Асен Попов и Владимир Мисин подготвят първата постановка на Варненската народна областна опера – операта „Продадена невеста“ от Б. Сметана с премиерна постановка на 7 септември 1947 г.

### В изобразителното изкуство
Попов създава графики, живопис и илюстрации за книги. Той е сред малцината представители на сецесиона в българската живопис. След 9 септември 1944 г. рисува предимно пейзажи и портрети в реалистичен стил: „Църквата в село Славяново, Плевенско“, "Майка ми”, „Съпругата на художника Тодора Попова“, „Баща ми“, „Овчарче“.
Той автор е и на ликорезбите (от периода 1925 – 1930): „Погребение“, „Трифон Зарезан“, „Тодоровден“, "При болния мъж, „Жетварка“, „Орач“, „Майка", „Улично момиче".
Удостоен е със званието Заслужил художник на НРБ. Пише монография за Александър Миленков, както и статии в периодичния печат. Обявен е за почетен гражданин на Разград за заслуги към сценичното изкуство в града.
Асен Попов умира в София на 6 март 1976 г.